# Bataille de Naxos
Conflits grecs postérieurs à la guerre de Corinthe
À la bataille de Naxos en 376 av. J.-C., la nouvelle flotte athénienne de Chabrias infligea une défaite décisive aux Spartiates. Cette bataille marqua le début de la nouvelle hégémonie d'Athènes sur la Mer Égée (seconde confédération athénienne), qu'elle avait perdue lors de la guerre du Péloponnèse. La victoire fut acquise principalement grâce à l'habile et courageuse action de Phocion sur l'aile gauche.